# A Very Special Christmas
A Very Special Christmas – seria kompilacyjnych albumów zawierających muzykę świąteczną, które zostały wydane, by wesprzeć Olimpiadę Specjalną. Składają się one z kolęd oraz piosenek świątecznych, nagranych w różnych aranżacjach przez takie gwiazdy jak m.in. U2, Stevie Nicks, Madonna, Whitney Houston, Run-D.M.C. i Bruce Springsteen.
Pierwsza płyta z serii A Very Special Christmas została wydana w 1987 roku. Dochód ze sprzedaży wszystkich dotychczasowych albumów wyniósł ponad 55 milionów USD, więcej niż jakakolwiek inna seria charytatywna. Autorem projektów okładek płyt jest Keith Haring.

## Albumy
1. A Very Special Christmas – 1987
2. A Very Special Christmas 2 – 1992
3. A Very Special Christmas 3 – 1997
4. A Very Special Christmas Live – 1999
5. A Very Special Christmas 5 – 2001
6. A Very Special Acoustic Christmas (A Very Special Christmas) – 2003

## Inne albumy

### Jazz to the World
1. Winter Wonderland – Herb Alpert/Jeff Lorber
2. Baby, It’s Cold Outside – Lou Rawls/Dianne Reeves
3. It Came Upon A Midnight Clear – Fourplay
4. Have Yourself A Merry Little Christmas – Diana Krall
5. O Tannenbaum – Stanley Clarke/George Duke/Everette Harp
6. Let It Snow – Michael Franks/Carla Bley/Steve Swallow
7. The Christmas Waltz – The Brecker Brothers/Steve Kahn
8. The Little Drummer Boy – Cassandra Wilson
9. I’ll Be Home For Christmas – Herbie Hancock/Eliane Elias
10. O Come O Come Emmanuel – John McLaughlin
11. Christmas Blues – Holly Cole
12. Angels We Have Heard On High – Steps Ahead
13. The Christmas Song – Anita Baker
14. What Child Is This – Chick Corea
15. Winter Wonderland – Dave Koz
16. Il Est Ne, Le Divin Enfant – Dr. John

### World Christmas
1. Angels We Have Heard On High / Les Anges Dans Nos Compagnes – Papa Wemba/Mino Cinelu
2. We Three Kings – Bob Berg/Jim Beard/Zakir Hussain/Mark Ledford
3. Go Tell It On THe Mountain – John Scofield/The Wild Magnolias
4. O Holy Night (Zan Vevede) – Angélique Kidjo
5. Michaux Veillait/Santa Claus Is Coming To Town – The Caribbean Jazz Project
6. Natal – Cesária Évora
7. Ave Maria – Deep Forest/Louka Kanza
8. We Wish You A Merry Christmas/Rumba Navidene – Vocal Sampling
9. Boas Festas – Gilberto Gil/Caetano Veloso/Eliane Elias
10. Cascabel / Jingle Bells – Yomo Toro i The Boricua All Stars
11. The Twelve Days Of Christmas – Mino Cinelu/Dianne Reeves
12. God Rest Ye Merry Gentlemen – Joshua Redman/Marcus Miller/Lalah Hathaway
13. Navidad – Gipsy Kings